# La Vie de Jeanne d'Arc
 (juillet 2025).
Pour les articles homonymes, voir Jeanne d'Arc (homonymie).
Pour plus de détails, voir Fiche technique et Distribution.
La Vie de Jeanne d'Arc (titre original : La vita di Giovanna d'Arco) est un film italien réalisé par Mario Caserini, sorti en 1909.
Ce film muet en noir et blanc est le premier film italien consacré à l'une des personnalités de la Guerre de Cent Ans, Jeanne d'Arc. Le film s'inspire également de la tragédie romantique La Pucelle d'Orléans, une pièce de théâtre de Friedrich Schiller représentée pour la première fois en 1801.
Le court métrage sera projeté peu de temps après la béatification de Jeanne d'Arc le 18 avril 1909.

## Fiche technique
- Titre : La Vie de Jeanne d'Arc
- Titre original : La vita di Giovanna d'Arco
- Réalisation : Mario Caserini
- Sujet : Friedrich Schiller, d'après sa pièce de théâtre La Pucelle d'Orléans (Die Jungfrau von Orleans)
- Société de production : Società Italiana Cines
- Pays d'origine :  Royaume d'Italie
- Langue : italien
- Format : Noir et blanc – 1,33:1 – 35 mm – Muet
- Genre : Film historique, Film biographique
- Longueur de pellicule : 164 m
- Durée : 13 minutes
- Année : 1909
- Dates de sortie :
  -  Royaume d'Italie : mai 1909
  -  France : mai 1909
  -  Empire allemand : 1909
- Autres titres connus :
  -  Royaume d'Italie : Giovanna d'Arco
  -  France : Jeanne d'Arc
  -  Empire allemand : Szenen aus dem Leben Johannas
  -  Empire allemand : Der Jungfrau von Orleans

## Distribution
- Maria Gasparini : Jeanne d'Arc
- Amleto Palermi
- Ubaldo Maria Del Colle